# 버드윙

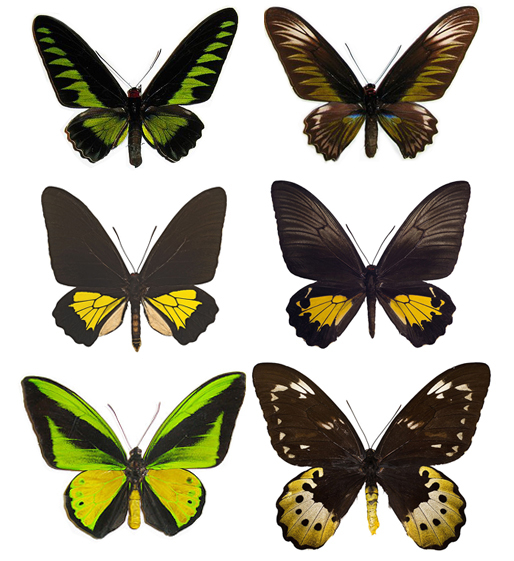

버드윙(Birdwing) 또는 비단나비, 비단제비나비는 트로고노프테라속, 트로이데스속 및 오르니토프테라속에 속하는 호랑나비과에 속하는 나비이다. 가장 최근의 권위자들은 36종을 인정하고 있으나 이에 대한 논란이 있으며 일부 권위자들은 추가 속을 포함하고 있다. 버드윙는 뛰어난 크기, 각진 날개 및 새와 같은 비행으로 인해 명명되었다. 그들은 열대 아시아, 본토 및 군도 동남아시아, 그리고 오스트랄라시아 전역에서 발견된다.
버드윙 중에는 세계에서 가장 큰 나비가 포함되어 있다. 가장 큰 나비는 알렉산드라비단제비나비이다. 두 번째로 큰 것은 골리앗비단제비나비이다.
크기와 밝은 색의 수컷으로 인해 나비 수집가들 사이에서 인기가 있지만 이제 모든 버드 윙은 멸종위기에 처한 야생동·식물의 국제거래에 관한 협약(CITES)에 등재되어 국제 무역을 제한한다(알렉산드라비단제비나비의 경우 완전히 금지).